# Morkos Hakim
Morkos Hakim OFM (* 11. November 1930 in Abusir; † 11. August 2014) war Bischof von Sohag.

## Leben
Morkos Hakim trat der Ordensgemeinschaft der Franziskaner bei und empfing am 26. Juni 1955 die Priesterweihe.
Papst Johannes Paul II. ernannte ihn am 26. Mai 1982 zum Bischof der Koptisch-katholischen Eparchie Sohag. Die Bischofsweihe spendete ihm der Bischof von Assiut, Youhanna Nueir OFM, am 6. Juni desselben Jahres; Mitkonsekratoren waren Andraos Ghattas CM, Bischof von Luxor, und Antonios Naguib, Bischof von Minya. Am 9. August 2003 nahm Papst Johannes Paul II. seinen vorzeitigen Rücktritt an.
Morkos Hakim engagierte sich für die Fokolarbewegung in Ägypten.